# Sylvia (voornaam)
Sylvia of Silvia is een meisjesnaam.
De naam is afgeleid van het Latijnse woord silva ("woud") of silvestris, wat "afkomstig uit het woud" betekent.
Varianten van de naam zijn Sylvie en Silvie.

## Bekende naamdraagsters
- Sylvia Vanden Heede, Vlaamse jeugdschrijfster
- Sylvia Hoeks, actrice
- Sylvia Kristel, actrice
- Sylvia de Leur, actrice
- Sylvie Meis, presentatrice en model
- Sylvia Millecam, comédienne
- Sylvia Pankhurst, feministe
- Sylvia Plath, schrijfster
- Silvia Sommerlath, koningin van Zweden
- Sylvia Tóth, zakenvrouw
- Sylvie Vartan, zangeres
- Sylvia Weve, illustratrice
- Sylvia Willink, schilderes en beeldhouwster
- Sylvia Witteman, columniste